# 張鼎 (吳縣)
張鼎（？—？），江南吳縣人，監生出身，清朝政治人物。

## 生平
1726年上任新港巡檢，隸屬於台灣道台灣府，為台灣清治時期的地方官員，該官職主要從事新港之管理事務。